# Tarentola bischoffi
Espèce
Synonymes
- Tarentola boettgeri bischoffi Joger, 1984

Statut de conservation UICN

 LC  : Préoccupation mineure
Tarentola bischoffi est une espèce de geckos de la famille des Phyllodactylidae.

## Répartition
Cette espèce est endémique des îles Selvagens au Portugal.

## Étymologie
Cette espèce est nommée en l'honneur de Wolfgang Bischoff.

## Publication originale
- Joger, 1984 : Die Radiation der Gattung Tarentola in Makaronesien. Courier Forschungsinstitut Senckenberg, vol. 71, p. 91-111.